# Juan Polito
Juan Polito (* 11. Juli 1908 in Buenos Aires; † 25. Oktober 1981 ebenda) war ein argentinischer Tangopianist, Bandleader, Arrangeur und Komponist.

## Leben
Polito begann als Kind eine Ausbildung als Cellist am Conservatorio Fracassi, bevor er zum Klavier wechselte. Auch seine Brüder waren Musiker: Antonio spielte Klavier, Bandoneon und Gitarre, Pedro wurde vor allem in Europa als Bandoneonist bekannt, und Salvador war Geiger. Nach dem Tod seiner Eltern 1925 brach er sein Studium ab und wurde im Folgejahr Mitglied im Orchester Juan Maglios, dem zu dieser Zeit die Bandoneonisten Rafael Rossi und Nicolás Primiani, die Geiger E. Bonis und Emilio Puglisi, der Kontrabassist Francisco De Lorenzo und als Gast der Geiger Elvino Vardaro angehörten. 1928 nahm er beim Label Odeon fünf Titel auf, darunter seine eigene Komposition Se mira y no se toca.
Nach drei Jahren wechselte er zum Sextett Anselmo Aietas, in dem auch der Bandoneonist Luis Moresco und der Geiger Dimas Lurbes spielte. Mit diesem trat er in den Cafés Germinal und Guaraní und bei Radio Prieto auf. Ende 1928 gründete er sein erstes eigenes Orchester, dem u. a. die Bandoneonisten Juan G. Bracco und Luis Moresco (bald ersetzt durch Alberto Benito Cima) und Dimas Lurbes angehörten, und das im Salón Imperio beheimatet war. Nach der Auflösung dieser Gruppe gründete er für Auftritte während der Karnevalssaison 1929 im  Palais de Glace ein Orchester mit Juan D’Arienzo. Er selbst spielte in diesem Orchester Klavier, die Bandoneonisten waren Ciriaco Ortiz, Nicolás Primiani und Florentino Ottaviano, die Geiger D’Arienzo, Alfredo Mazzeo und Luis Álvarez Cuervo, José Puglisi spielte Kontrabass, und als Sänger und estribillista (Refrainsänger) trat Carlos Dante auf.
Als Leiter eines Sextetts (mit Luis Moresco und Anselmo Esmella, Bandoneon, Alberto Mercy und Remo Bernasconi, Geige, Francisco Vitali, Kontrabass und ihm selbst am Klavier) war Polito 1930 im Salón Imperio engagiert. Mitte 1931 übernahm er als Nachfolger von Pedro Maffia die Leitung des Orquesta Típica Brunswick, in dem namhafte Musiker wie die Bandoneonisten Fernando und Ángel Martín, Armando Blasco und Félix Verdi, die Geiger Salvador Polito und Eugenio Nobile und der Kontrabassist Francisco De Lorenzo spielten. 1937 war er Mitglied einer Gruppe namens Los Magos del Tango mit Daniel Álvarez und Nicolás Pepe (Bandoneon), Bernardo Sevilla (Geige) und dem Sänger Pedro Arrieta.
1938 wurde er Nachfolger von Rodolfo Biagi im Orchester Juan D’Arienzos. Mit dem Sänger Alberto Echagüe hatte dieses Hits wie den Tango La bruja (mit einem Text von Francisco Gorrindo) und den Walzer Castigo (mit einem Text von Luis Rubistein). Nach der Karnevalssaison trennten er und alle anderen Musiker sich von D’Arienzo, und er debütierte als neuer Leiter der Formation bei Radio Argentino. 1943 hatte er eine Sendung bei Radio Belgrano, und 1950 nahm er mit seinem Orchester mehrere Titel beim Label Pamps auf.
Später kehrte er zu D’Arienzo zurück, wo er den Pianisten Fulvio Salamanca ersetzte, der seit seinem Ausscheiden 1940 mit D’Arienzo zusammengearbeitet hatte. Im Orchester D’Arienzos blieb er dann bis zum Ende seiner Laufbahn. Er unternahm mit ihm mehrere Reisen nach Montevideo und nahm mit ihm 1957 den Tango Llegando a puerto (von Mario Demarco und Enrique Lary) auf.

## Kompositionen
- Mano larga
- Se mira y no se toca
- Gurrumina (Text von Enrique Dizeo)
- Volvé hermanita (Text von Salvador Polito)
- Entre sueños (mit Anselmo Aieta, Text von  Francisco García Jiménez)
- Se mira y no se toca (instrumental)
- Responso malevo (instrumental)
- Serenata (Milonga, Text von Luis Rubistein)
- Quedó en venir a las nueve (Text von Luis Caruso)
- Fui (Text von Juan Alberto Leiva)